# QV73
QV73 est le tombeau de Hénouttaouy, la fille et la grande épouse royale de Ramsès II, dans la vallée des Reines en Égypte. Connu depuis longtemps, le tombeau a été fouillé et identifié par Christian Leblanc en 1984 après y avoir mené ces fouilles.

## La tombe
La tombe, accessible depuis l'escalier d'entrée, est composée d'une chambre principale et de deux annexes. Elle avait été préparée à l'avance, en attente pour une princesse, car de nombreuses mentions du titre de « fille royale de son ventre, son aimée » suivi d'un cartouche vide ont été trouvées dans la tombe. Mais le mur sud de la salle principale, dans la scène où la princesse est en adoration devant Noun, le cartouche est peint au nom de la princesse. Sur le mur ouest, une scène la montre en adoration devant deux des quatre fils d'Horus et la décrit comme « la fille royale, son aimée, la grande épouse royale ». Dans les annexes, elle est décrite comme « la maîtresse des Deux Terres », titre portée également par les autres reines de Ramsès II.
La tombe a été pillée et seuls deux vases canopes en bois anonymes y ont été retrouvés.

## Iconographie
Bien que l'iconographie de la chambre principale ait été obscurcie ou endommagée par des périodes de réutilisation ultérieures, plusieurs scènes restent lisibles. Dans l'angle nord-ouest, on voit la princesse faire une offrande devant Anubis et Mertseger. Sur le mur occidental, elle est représentée en adoration devant Isis et Nephtys et, en face, avec deux des fils d'Horus, Hâpi et Kébehsénouf. Sur la moitié est du mur postérieur se trouve une scène de « pesée du cœur » tirée du chapitre 125 du Livre des Morts. 
Les décorations des annexes sont restées intactes dans une plus large mesure. Dans l'annexe nord, les fils d'Horus protègent les vases canopes des défunts. Sur le mur sud, Hâpi et Kébehsénouf s'acquittent de cette tâche, tandis que sur le mur nord, les vases sont protégés par Amset et Douamoutef. Sur le mur est de la même pièce, la déesse Nout est représentée flanquée d'un pilier Djed et d'un nœud tyet. Juste à côté de la porte, une Isis et une Nephtys momifiées se font face. 
Dans l'annexe latérale, Osiris est représenté assis entre Isis et Nephtys sur le mur nord, tandis que les parties est et ouest de la chambre sont dédiées à Anubis, qui est représenté assis sur une plate-forme stylisée en forme de chapelle.